# Meharia incurvariella
Meharia incurvariella is een vlinder uit de familie van de Houtboorders (Cossidae). De wetenschappelijke naam van de soort is voor het eerst gepubliceerd in 1915 door Pierre Chrétien.
De soort komt voor in Marokko, Algerije, Westelijke Sahara, Mauritanië, Iran, Oman, Turkmenistan, Afghanistan en Pakistan.